# Crimen de Almonte
Se conoce como crimen de Almonte al asesinato en abril de 2013 de Miguel Ángel Domínguez, de 39 años, y su hija María, de 8, en su casa de Almonte, Huelva.
Por estos hechos se juzgó en septiembre de 2017 a Francisco Javier Medina, amante de Marianela Olmedo, mujer y madre, respectivamente, de las víctimas. Fue declarado no culpable por un jurado popular. Posteriormente fue declarado inocente por el Tribunal Superior de Justicia de Andalucía. El caso fue llevado al Tribunal Supremo de Justicia en Madrid donde también fue declarado inocente. Actualmente se desconoce quién fue el asesino.

## Contexto
19 días antes de la muerte de ambos, el 8 de abril de 2013, Marianela Olmedo, mujer de Miguel Ángel del que se encontraba separada aunque compartían el domicilio familiar, había abandonado la casa en la que vivía junto a su exmarido y su hija, para irse a vivir con su actual pareja, Francisco Javier Medina. Compañero de trabajo de ambos. Los tres trabajan juntos en el mismo supermercado del pueblo. El matrimonio continúa con su proceso de divorcio.

## Hechos
La noche del 27 de abril de 2013, Miguel Ángel Domínguez, se encontraba en su domicilio en el número 3 de la avenida de los Reyes de Almonte, duchándose para ir a cenar con su hija María. Estaban viendo un partido de fútbol con un amigo de Miguel Ángel que se marchó cinco minutos antes de que terminase el encuentro, sobre las 21:45. Miguel Ángel le había prometido a su hija que, en cuanto acabase el partido de fútbol, la llevaría a cenar a una pizzería, aprovechando que ese fin de semana le tocaba a él estar con ella.
Alrededor de las diez de la noche alguien entró en el edificio, abriendo con llave la puerta del portal, subió las escaleras y una vez accedió al domicilio, abordó a Miguel Ángel, que acababa de salir de la ducha y lo atacó con un cuchillo en el pasillo apuñalándole 47 veces. El padre presenta una herida en forma de cruz en la espalda.
La niña corre hacia la cocina y cogiendo un cuchillo de un cajón (en el que quedaron manchas de sangre) intenta defender a su padre. Según la reconstrucción de los hechos, una vez el agresor da alcance a la menor en su dormitorio, María intenta defenderse con el cuchillo, pero le golpea la mano contra el suelo para que lo suelte y le asesta 104 puñaladas. El asesino deja el cadáver de la niña tapado con una manta.
Una vez cumplió su objetivo, el asesino se dirigió al baño de la vivienda, y limpió el arma con una toalla. Seguidamente se aseó e incluso se limpió las suelas de las zapatillas en una toalla, procediendo a abandonar el edificio por la puerta de acceso.

## Investigación y juicio
En un primer momento la Guardia Civil investigó a un ciudadano rumano al que Francisco había sorprendido robando en el supermercado y a un marroquí que había acudido al ambulatorio local con un profundo corte en la mano, aunque ambos tenían coartadas para la noche del crimen.
La Unidad Central Operativa (UCO) de la Guardia Civil, que se hizo cargo de la investigación, calcula que todo fue muy rápido, apenas 10 minutos, entre las 21.52 y las 22.02 horas. Ayudan a poner hora datos como el mensaje que una vecina manda a un amigo: "Qué miedo, niño. Están peleando al lado de mi casa. Una niña está gritando". El hermano de esta chica declara más tarde que escucha dos voces masculinas con acento local. Y un grito: "¡Hijo de puta! ¿Qué haces aquí? Me tienes harto". Luego, una voz infantil, que decía: "¡No, por favor, no!" y "Nani, nani".
Pronto todas las sospechas se centraron en Francisco Javier Medina, nueva pareja de Marianela, que fue detenido en junio de 2014. Al principio, Marianela, lo defendió, pero siguiendo los consejos de su abogada, según se pudo escuchar en una llamada entre ambas, le aconsejó que no podía seguir con él ni defendiéndolo porque podría perjudicarle a ella. Aunque de inicio no lo declaró ante la Guardia Civil, luego durante el juicio sí dijo que Medina era celoso y agresivo. Describió al detalle el control y la violencia machista psicológica que ejercía sobre ella. Declaración que no concuerda con la declaración de la expareja de Francisco Javier Medina, quien declaró que no era una persona agresiva ni celosa.
Las pruebas más contundentes contra el acusado, y que desencadenaron su detención, aparecieron en tres toallas limpias de dos baños distintos de la vivienda. Facultativos del Servicio de Biología del Instituto Nacional de Toxicología y Ciencias Forenses encontraron células epiteliales suyas entre esos tejidos de algodón. Medina llevaba tres años sin pasar por esa casa, pero alegó que su ADN pudo llegar hasta las toallas de forma indirecta por los contactos físicos que mantenía con Marianela.
Con tan pocas pruebas en su contra, la sentencia del jurado fue absolutoria, y fue posteriormente refrendada por el Tribunal Supremo. Los miembros del jurado consideran que habría sido imposible que el acusado hubiera salido de su puesto de trabajo, hubiera cometido el asesinato y volviera al supermercado, donde varios testigos le ven después de las 10 de la noche. 
La Unidad Central Operativa (UCO) de la Guardia Civil considera que el autor se trataría de "un varón, español, con una edad aproximada de entre 30 y 40 años en ese momento, que comete homicidio por primera vez, si bien pudiera tener algún antecedente policial por delitos leves o algún expediente por infracción administrativa" y pertenecía al entorno de las víctimas.
Con lo que se están refiriendo al entorno directo de las víctimas y que deben seguir siendo investigado.